# Jimmy Hudson
Jimmy Hudson è un personaggio dei fumetti pubblicato dalla Marvel Comics. Appartiene a Terra-1610, l'universo alternativo definito Ultimate Universe. È il figlio del Wolverine di quell'universo.

## Biografia del personaggio
Per sedici anni Jimmy ha sempre vissuto a Port Saint Lucie in Florida insieme ai suoi genitori James, sceriffo della contea, e Heather Hudson
Un giorno a causa di una gara clandestina in macchina finita male, Jimmy scopre di possedere dei "poteri", un fattore di guarigione che gli ha guarito le ferite riportate dall'incidente: scopre di poter essere un mutante.
La scoperta avviene dopo l'attentato di Magneto e vi è una mutantofobia diffusa, rafforzata anche da leggi governative discriminatorie nei confronti dei mutanti. Il clima non è quindi dei migliori per i possessori del gene x.
Nello stesso frangente gli fa visita Kitty Pryde, ex allieva della scuola di Charles Xavier, per adempiere ad un incarico che gli era stato richiesto di portare a termine: consegnare uno scrigno di ricordi a Jimmy dal suo vero padre, il mutante canadese Wolverine.
Il ragazzo scioccato trova vari oggetti come le piastrine militari di suo padre e un proiettore olografico in cui è contenuto un lascito di Logan al figlio, che lo invita a non pensare a ciò che è stato ma a ciò che sarà e alle decisioni che dovrà prendere da quel momento in poi, ma soprattutto che nonostante tutto non ha mai rimpianto un minuto di avergli dato la vita.
Di fronte alla confusione del ragazzo, Kitty gli spiega anche lui è un mutante e per certo ha ereditato le capacità del padre e lo incoraggia a provarle. Jimmy si concentra e dolorosamente sei artigli ossei fuoriescono dalle sue mani in un lago di sangue. Ma il dolore è subito passato e all'improvviso essi si ricoprono di metallo organico.
Jim è ora consapevole di essere realmente il figlio di Wolverine.
Dopo questa scoperta Jimmy decide di partire alla ricerca di altri come lui e la prima persona che pensa di contattare è Jean Grey, che si nasconde sotto lo pseudonimo di Karen Grant. Dopo la donna Jimmy incontra altri due mutanti che decidono di seguirli, secondo un piano segreto che la stessa Karen ha imbastito con la collaborazione del Generale Nicholas Fury da un'idea che all'epoca gli era stata data dallo stesso Wolverine, ovvero Derek Morgan e Liz Allen. Ad essi si unirà poi anche il professor Banner, Hulk, la cui forza si rivela necessaria per contrastare la furia sanguinaria di Sabertooth che collabora con una rinata confraternita.
A Scotch Plains nel New Jersey, infatti, Jimmy viene sorpreso dal bestiale mutante che cerca di ucciderlo per vendicarsi di Wolverine; il giovane viene tratto in salvo ma le ferite sono talmente gravi che inizialmente il fattore di guarigione non riesce a rimarginarle da solo, costringendo Karen ad assisterlo con medicazioni tradizionali.
Con l'arrivo di Hulk viene formata così una squadra di intervento i cui intenti e fini sono la lotta contro i soprusi a danno dei mutanti in particolare e a favore di chiunque ne abbia bisogno in generale, per permettere la costruzione di un mondo migliore, e di rimediare agli errori del passato: Ultimate X.

### Braccati!
Nonostante tutto Jimmy lascia il gruppo non appena si diffonde la notizia che i mutanti sono stati creati da esperimenti sul genoma umano e che suo padre era stato il primo mutante e il "miglior" successo di quel programma segreto governativo, per trovare risposte alle numerose domande e dubbi che gli erano sorti dentro di sé.
Lungo la strada viene però assalito e catturato dai Purificatori del reverendo William Stryker Jr. Questo predicatore era colui che aveva guidato una squadra di uomini armati delle armature delle sentinelle all'assalto dell'Istituto di Xavier durante la crisi di Ultimatum, spinti dal dolore e dalla rabbia contro la razza mutante per ciò che era successo alla città e ai loro cari.
Da allora l'organizzazione era cresciuta, attraendo nuovi adepti, e lo stesso operato di Stryker si era intensificato. Scoperto il piano dell'uomo Jimmy fugge dal luogo dove lo tenevano rinchiuso, provocando una fuga di massa di prigionieri, rimanendo ferito nel tentativo di proteggere un ragazzino dai colpi delle armi dei Purificatori.
I due si dirigono presso i tunnel dei Morlock in cerca di aiutano e li vi trovano Kitty Pryde, Robert Drake e Johnny Storm, rifugiati in quel luogo da dopo la morte del loro amico Peter Parker, e Rogue, da poco unitasi al gruppo.
Dopo essersi ripreso Jimmy spiega loro la situazione e insieme al gruppo, Kitty esclusa perché contraria ad interventi da vigilanti dopo la perdita del suo amato, si dirige a Times Square dove Stryker aveva approfittato di alcuni tumulti anti-governativi per dar via ad un attentato terroristico, il cui apice, sarebbe stato la mattanza di un centinaio di mutanti da lui catturati, di fronte a tutta la popolazione di New York.
Giungono così a Times Square minacciando Stryker di lasciar andare i prigionieri. Solo che in quel frangente il folle predicatore chiede a Rogue di rivelarsi e la ragazza stende sia Bobby che Johnny, mentre Jimmy viene afferrato alla gola da Stryker, pronto ad ucciderlo.
Prima che questo gesto si compia, Rogue gli ricorda che non era quello il patto che avevano stretto: lei avrebbe consegnato i suoi amici in cambio della sua assoluzione e guarigione. Infatti il predicatore sembra essere dotato di un particolare potere che inibisce quello mutante fino ad estinguerlo.
Fedele al loro patto, Stryker è sul punto di toccare la ragazza quando interviene Kitty, nella sua identità di Shroud, e lo colpisce mandando in corto circuito l'armatura-sentinella che l'uomo indossava e nello stesso tempo uccidendolo, in quanto entrato in simbiosi con essa.
Kitty è pronta anche a prendersela con la loro traditrice ma Rogue le spiega che quello che aveva fatto faceva parte di un piano più grande: Stryker era un mutante che poteva controllare le macchine, qualsiasi tipo, per questo riusciva a inibire i poteri mutanti. Lei aveva il compito di toglierglielo prima che fosse troppo tardi. Kitty non capisce, quando vede arrivare sulla città uno squadrone di sentinelle Nimrod, inviate per poter fermare il predicatore e il suo attentato.
Con il suo ultimo respiro Stryker prende possesso delle Nimrod, le rende indipendenti da controlli esterni e invia loro un ultimo comando ovvero quello di sterminare la razza mutante. Le terribili macchine, che possiedono nella loro memoria l'ubicazione di ogni mutante del paese, iniziano il loro massacro.
Jimmy, Kitty e gli altri cercano di salvare più vite possibili ma è comunque un disastro. Le Nimrod poco dopo si allontanano anche se vi sono dei sopravvissuti, verso nuovi obbiettivi. Nuovi e più grossi obbiettivi.
Al gruppo, con i superstiti al seguito non resta che tornare nei tunnel dei Morlock dove si domandano cosa dovrebbero fare. Rogue propone di andare tutti nella Repubblica del Sud-Est Asiatico, e proprio in quel momento il metaumano chiamato Oracolo del Cambiamento riferisce loro attraverso una apparizione psichica che è nata una nuova nazione, Tian, sulle ceneri della precedente corrotta R.S.E.A. e che è pronta ad accogliere chiunque sia perseguitato e senza speranza (fatto che, come notano ironicamente la Torcia e l'Uomo Ghiaccio, sembra calzare loro a pennello).
Kitty a quel punto pretende una spiegazione da Rogue e lei gli risponde che tutto quel piano, che tutto ciò che sapeva lo aveva ottenuto poche settimane prima da una persona che tutti pensavano fosse morta: Charles Xavier.
In realtà non solo Rogue ma anche lo stesso Quicksilver, che in collaborazione con il Presidente degli Stati Uniti aveva senza volerlo causato la ribellione delle Nimrod e fornito loro l'ubicazione dei mutanti tramite Cerebra, era stato avvisato di quegli eventi da un'altra presunta defunta: sua sorella Wanda.
Tutta questa cospirazione ai danni della comunità mutante, già di per sé vessata dal clima politico loro avverso, sembra che abbia un unico denominatore comune: Nathaniel Essex, alias Sinister, e il suo padrone, Apocalisse.

### Divisi Cadiamo, Uniti Vinciamo
In seguito all'attentato di Stryker, Jimmy si unisce al gruppo e vive con loro all'interno dei tunnel dei Morlock che ora sono diventati la base di tanti altri mutanti fuggiaschi, molti dei quali ancora bambini o appena adolescenti. Passa del tempo quando l'intero status nazionale e globale subisce un disastroso tracollo.
L'area Sud-Ovest degli Stati Uniti è presa d'assalto dalle Nimrod, in cui vi si sono stabilite, e il loro passaggio a generato vere e proprie milizie anti-mutanti, seguaci del pensiero di Stryker. Il presidente ha poi, attraverso un comunicato televisivo, ceduto l'autorità sovrana di quei territori in quanto non in grado di difenderli. Gli U.S.A. si sono ritrovati ad affrontare un nemico molto potente che li sta mettendo letteralmente in ginocchio.
Il comunicato è stato trasmesso poche ore prima che quello stesso nemico spazzasse via Washington D.C., e con essa tutta la classe dirigente politica dello Stato, con una bomba all'anti-materia.
Kitty dopo aver visto che la gente combatteva per le strade, si muoveva in cortei a loro favore, dopo aver visto che gli stessi umani normali lottavano per difendere i diritti dei mutanti, mentre altri erano pronti a sparare contro di loro solo per questo, decide di partire per il Sud-Ovest e liberarlo dalle spire delle milizie di Stryker e le Sentinelle.
Jimmy dopo un iniziale tentennamento, relativo al fatto che sarebbero stati letteralmente da soli una volta partiti, decide di partire con lei. Rogue e Bobby si trovano d'accordo mentre l'unico che si tira indietro è Johnny sia perché, nonostante sia dalla loro parte e lo sarà sempre, capisce che non è la sua battaglia, sia perché vuole proteggere tutti gli altri mutanti, soprattutto i più piccoli, che verranno lasciati indietro, a New York.
Ultimati i preparativi, Jimmy e i suoi tre compagni partono verso l'Ovest, uscendo dalla città fingendosi ragazzi separati dai genitori durante le fughe derivate dalle sommosse che ormai imperversano in tutto lo Stato. Ma lo fanno con l'idea di essere ritornati X-Men, protettori dei diritti mutanti.
Durante il viaggio Jimmy sente crescere dentro di lui un sentimento di attrazione e protezione nei confronti di Kitty, unito alla rabbia nei confronti degli uomini delle milizie quando incomincia a vedere il loro modo di fare e di agire; cosa che tra l'altro aveva già visto quando era stato prigioniero dei Purificatori.
Un episodio significativo avviene durante uno scontro in una tavola calda del Midwest in cui alcuni della milizia sparano a lui e ai suoi amici; mentre gli altri cercano contenere le milizie fermandole in modo non letale, Jimmy non si fa scrupoli ad ucciderne uno. Alle attonite domande che gli rivolgono lui si giustifica dicendo che sono in guerra, che gli hanno sparato con l'intenzione di ucciderlo e che nulla li avrebbe fermati. Quelle erano le regole per una missione come quella che si erano preposti. E inoltre confessa che lo aveva fatto anche per proteggere Kitty, che lo avrebbe rifatto. Che avrebbe fatto qualsiasi cosa per lei.
Dopo quell'episodio decidono di proseguire nonostante le brutte notizie giunte da New York (i rifugi dei Morlock sono stati assaliti e Johnny catturato) e l'indecisione se proseguire o meno; Jimmy si schiera con Kitty e questo placa ulteriori discussioni. Difatti anche l'Uomo Ghiaccio dimostra un grande autocontrollo e pragmatismo e si schiera con loro. Rogue non può che aggregarsi al gruppo anche se sconfortata.
Dopo una notte passata a camminare per i boschi depistando eventuali tracce, giungono presso un'abitazione abbandonata dove passano una mezza giornata per riprendersi; recuperata una macchina nuova e con l'ottimismo rinnovato, ripartono per l'Ovest.
In una cittadina a poche miglia dal confine si imbattono in Paige Guthrie, una mutante che si fa chiamare Husk, che li conduce presso un rifugio sulle colline circostanti. In quel luogo incontrano nientemeno che Nick Fury, ex-Direttore dello S.H.I.E.L.D. datosi alla macchia in seguito ad un'operazione in Estremo Oriente.
L'incontro con Fury cambia le carte in tavola del piano di Kitty. Infatti il generale li informa che se gli Ultimates sono stati in grado di fermare l'uomo che ha fatto esplodere Washington D.C. ora la situazione non è migliorata per niente per quanto riguarda la Nazione intera: interi stati si sono staccati dall'Unione, gruppi secessionisti si muovono guerra l'un l'altro, milizie Hydra si stanno diffondendo per tutto il territorio. La crisi del Sud-Ovest è una delle tante, ma data la sua peculiarità vuole che siano gli stessi mutanti a risolverla per loro stessi e per gli U.S.; ovviamente lui fornirà loro tutto l'aiuto necessario e il supporto logistico e i consigli che necessitano.
E funziona: Kitty e Fury danno il via alla rivoluzione mutante facendo della ragazza il simbolo della ripresa, e mostrando a tutti i mutanti in fuga che le Sentinelle non sono invincibili e che uniti possono sconfiggere i loro oppressori.
Jimmy si mette a capo di una delle squadre di Fury che si occupa di pattugliamenti, di esplorazioni e della liberazione di altri mutanti dai campi di concentramento in cui sono rinchiusi.
Dopo l'occupazione di uno di questi vengono attaccati da un grosso sciame di Nimrod ma riescono a distruggerlo con la preparazione tattica di Fury nonostante alcune perdite.
Dopo questa vittoria la situazione sembra volgere a loro favore: infatti la ripresa si sta diffondendo in tutta l'Unione grazie anche al pronto rientro di Steve Rogers, Capitan America, che dopo la morte di Peter Parker si era ritirato in un auto-esilio. I suoi interventi sul campo con gli Ultimates e il suo carisma arginano la crisi e nell'euforia generale, gran parte della popolazione lo ha eletto Presidente in seguito all'annullamento del governo provvisorio succeduto alla distruzione della capitale.
In questa situazione favorevole Kitty, Jimmy e gli altri mutanti affrontano in un'ultima battaglia le Nimrod guidate da un redivivo Stryker, ora nelle fattezze completamente robotiche di una Sentinella, e le sconfiggono definitivamente, liberando così il Sud-Ovest.

### Utopia

#### Riserva X
Dopo la fine della Guerra Civile che aveva dilaniato gli Stati Uniti in seguito alla distruzione di Washington, coincisa con la sconfitta della pulizia razziale ad opera delle Sentinelle e dei seguaci di Stryker nel Sud-Ovest, i mutanti devono fare i conti con la politica.
Infatti nonostante Capitan America sia loro solidale, come il resto della comunità metaumana, in qualità di Presidente si è ritrovato nella difficile situazione di risolvere anche il problema mutante che purtroppo non può essere risolto con un processo di integrazione, almeno non nell'immediato. Così ha offerto loro la "Cura", un virus sviluppato dagli scienziati della R.S.E.A. prima della formazione di Tian che annulla il gene X. Ovviamente non è obbligatori e per tutti coloro che non lo vorranno ricevere, verrà trasferito in un'apposita area del territorio federale e che apparterrà loro di diritto, come nuova patria mutante.
Kitty non può far altro che accettare. Non prende la cura e così fanno anche Jimmy e il resto del gruppo di New York, ma sono a migliaia quelli che invece decidono di riceverla, tanto che alla fine del processo rimangono solamente una ventina che vengono trasferiti presso la Riserva, una circonferenza di trentasei miglia di diametro nell'Utah Sudoccidentale, desertica e praticamente inospitale, che nell'Era Hoover veniva usata per sperimentazioni.
Dopo un inizio difficoltoso, reso tale anche dallo sconforto e dai tentativi sobillatori di Nomi Blume, alias Mach Due, di attentare alla leadership di Kitty, le cose iniziano ad andare per il meglio: il gruppo infatti ha iniziato ad usare nel modo migliore i propri poteri derivati dalle personali mutazioni, per non parlare poi dei primi aiuti arrivati dall'insediamento militare del Governo messo appositamente da Rogers per dar loro assistenza e dalla stessa Stark Industries.
Vengono a nascere così due cose, la relazione tra Jimmy e Kitty, e il primo insediamento stabile della Riserva che viene ribattezzata Utopia.
Il piano di bonifica del territorio viene subito intrapreso (Jimmy si occupa dell'esplorazione del territorio per avere una planimetria completa) e Kitty ci tiene che si agisca il più in fretta possibile e con discrezione per evitare di dare la possibilità a Nomi e al suo gruppetto di agire contro quello che stanno tentando di costruire in quel luogo: una patria mutante, libera, indipendente e soprattutto pacifica sia nei propri confini che con l'esterno.
Jimmy prende molto sul serio il suo lavoro ed esplora la zona dando un rapporto non molto entusiastico a Kitty: entro le cinque miglia dal campo base il territorio diventa davvero pessimo in alcuni punti addirittura radioattivo e per il resto è un vero e proprio deserto inospitale. Inoltre si preoccupa per lei e per i guai che Nomi potrebbe combinarle (le ha sottratto addirittura la pistola, segreto regalo di Fury,"da un combattente per la libertà ad un'altra"). Anche se Mach Due non è l'unica ad agire alle spalle della giovane leader. Psylocke sembra tessere trame con i suoi poteri psichici mentre l'occhio vigile di un agente dell'asiatica nazione di Tian osserva lo svilupparsi della piccola comunità per volere della sua padrona, Jean Grey.
Mentre l'opera di bonifica è ancora agli albori, presso le serre dell'insediamento viene ideato il "seme senziente". Quando Kitty viene a saperlo e ne capisce le potenzialità (di fatto permette di decontaminare, terraformare il suolo intorno a sé, e in grado di adattarsi) contatta subito Tony Stark che fornisce subito loro mezzi logistici sia di difesa che pubblicitari per la propaganda che Kitty ha in mente: donare al mondo la loro scoperta e rivalutare così agli occhi dell'uomo la razza mutante, mostrando loro di cosa è capace.
Durante la campagna di promozione Kitty e Jimmy intensificano la propria relazione, mentre Tony e Jimmy si trovano d'accordo sul fatto che Utopia va difesa dagli assalti di chi ritiene deleteria l'azione mutante che tra l'altro non si fa attendere: un gruppo di mercenari si intrufola nella riserva ed è lo scontro, quasi subito sedato dalla prontezza di Iron Patriot (nuova armatura di Tony) e dalla reazione degli altri mutanti soprattutto di Jimmy, pronto anche a mostrarsi brutale con i prigionieri per trarre informazioni. Ciò genera nuove tensioni, soprattutto con Kitty che vuole in tutti i modi evitare conflitti, che vengono sedati dal supereroe miliardario dicendo loro che i grandi cambiamenti portano sempre momenti difficili e che è necessario del tempo affinché migliori.
A Jimmy spiega inoltre che prima di gettarsi a testa bassa contro l'avversario bisogna essere certi di chi si ha di fronte. In seguito Tony fauna richiesta molto importante al giovane mutante: deve diventare la guardia del corpo di Utopia, un paladino che agisce con discrezione, invisibile ma capace, perché arriverà il momento in cui, anche se la loro politica è di non-belligeranza e pacifica, dovranno dimostrare al mondo che attaccarli comporta delle conseguenze. E Tony vuole che lui sia pronto per quel giorno e nel frattempo dovrà sostenere e difendere Kitty in quanto sua leader. Jimmy gli risponde che sarà pronto.
Dopo un ulteriore tentativo da parte dei loro misteriosi nemici si infiltrarsi ad Utopia, la coppia di mutanti e Tony Stark decidono di reagire con astuzia.
Durante una riunione della comunità, in cui Kitty compie un discorso che fa leva su quante cose sono stati in grado di fare se uniti e non divisi, e sulla necessità di continuare ad essere tali per via della notizia che nuovi mutanti, che avevano deciso di non rivelarsi per non dover decidere tra le due alternative offerte dal Governo, si stanno dirigendo ad Utopia vedendola come luogo in cui vivere sicuri e liberi da pregiudizi o altro, la serra del seme viene fatta esplodere con una bomba che fa perdere la preziosa risorsa.
Il risultato di questa azione è duplice: la prima è che il gruppo secessionista di Nomi decide di andarsene dal luogo dell'insediamento di Kitty per formare una propria comunità. La seconda è far allontanare gli occhi dei media da Utopia non vedendo più in essa una "minaccia economica".
Il piano ha quindi funzionato: Stark ha recuperato il seme e grazie alla sua azienda la diffonderà in tutto il mondo, con discrezione e attraverso canali segreti. Ammette che potrebbero volerci anni, ma farà in modo che il mondo alla fine sappia che la piaga della fame è stata potuta sconfiggere grazie ai mutanti. Kitty gli è grata e il miliardario le ricorda che ha lasciato alcuni campioni a Tempesta e Blackheath (i due che insieme ad un altro mutante, Zero, si occupavano delle serre) poiché avevano alcune idee al riguardo.

#### Risorse Naturali
È passato del tempo da quando il progetto "Seme Senziente" aveva subito un brusco arresto.
Utopia da allora si è letteralmente trasformata. Grazie a Magma, a Tempesta e all'uso dei semi che Tony Stark aveva lasciato a Blackheath ora la Riserva è un enorme altipiano ricoperto di vegetazione rigogliosa e variegata, con microclimi e un lago. Vi sono risorse per costruire una vera Nazione mutante, un luogo sicuro dove tutti coloro che vi vivranno potranno farlo liberi. Infatti come preannunciato dalla mutante Husk, in molti che hanno precedentemente rifiutato la cura ma che al contempo non sono voluti uscire allo scoperto per non finire nella riserva, stanno giungendo ad Utopia.
Jimmy si sta ambientando, iniziando pure a rispondere al nome James, stando a fianco a Kitty e vedendo crescere la comunità. Solo che vi è del pericolo nell'aria: Mach 2 e i suoi ribelli, Jean Grey e Tian, anonime lobby all'interno dello stesso governo americano opposte ai patti di Steve Rogers con la comunità mutante.
Questo lo sente e nonostante Kitty voglia portare avanti il suo ideale di contributo alla causa mutante e ai rapporti con gli umani attraverso un collettivo pacifico, non violento e dedito al miglioramento dell'uomo, decide di agire in modo tale da non farsi sorprendere. Prende quindi contatti con due dei "Ribelli", Warpath e Shola Inkosi, e si mette in accordo con loro per il bene di Utopia perché nonostante tutto sa che prima o poi scoppierà un conflitto. Non chiede loro di disertare o altro ma solo di concordare con lui una strategia comune di difesa, e di restituire la pistola che Nomi ha rubato a Kitty tempo prima. I due accettano, saranno con loro nel momento del bisogno, e Shola chiede a Jimmy solo di fare di tutto affinché questo non debba accadere.
Nel frattempo gli avversari di Utopia fanno le loro mosse: Jean Grey vi si reca personalmente sotto mentite spoglie telepatiche, facendosi passare per una telecineta che come molti altri mutanti aveva sentito parlare di questa nuova "Nazione Mutante". La esplora dal suo interno, vede come la comunità cresce e si organizza, sfruttando l'ambiente circostante in piena sintonia con esso. Jean sente che quello era un piccolo risultato, un piccolo guadagno comparato alla grande Tian, per cui sono valsi grandi sacrifici, per cui i suoi stessi fondatori Xorn e Zorn sono morti. Quella dovrebbe essere la vera Nazione Mutante forte e gloriosa. E nonostante capisca ciò che gli utopiani hanno passato per il loro ideale, è convinta che solo Tian possa onorare la razza mutante come dovrebbe essere fatto. Ritiene Kitty arrogante e prova rabbia quando in una chiacchierata con Kitty, la ragazza denigra lo Stato Sudasiatico.
Dall'altro lato del confine intanto, in una base ai confini di Utopia, il Generale Ross, un mutantofobo moderato, deve mettere in pratica sotto la supervisione del F.B.I. dell'operazione "Risorse Naturali", ovvero un riappropriamento del territorio utopiano all'interno degli U.S.A.: infatti il Congresso ha votato la risoluzione 334 che altre parole prevede l'annullamento dei precedenti trattati stilati tra il Presidente Steve Rogers e la comunità mutante. Utopia verrà quindi reintegrata, e con essa tutti gli abitanti, i prodotti e i materiali in essa contenuti. Di fronte a tali ordini dall'alto il generale non può far altro che muovere le sue truppe.
Nel cuore di quella stessa notte Jimmy subisce la comparsa di Psylocke che gli riconsegna la pistola che gli era stata promessa e gli dice che d'ora in poi sarà in debito con lei: la mutante infatti ha tormentato telepaticamente Warpath e Shola su ordine di Mach 2, per via delle loro iniziative non autorizzate, ma la verità e che la stessa telepate sta tessendo sue trame sfruttando anche la rabbia della ragazzina. Ed ora ha nelle sue mani anche Jimmy.
Il giorno dopo il generale Ross porta le sue truppe davanti a Utopia, fa supervisionare l'area e bloccare le comunicazioni. Fatto ciò decide di procedere con il protocollo e instaurare un dialogo, per dare la possibilità ai mutanti di risolverla diplomaticamente. Da Utopia non appena vedono la jeep del generale, Kitty si indigna per quella svolta che viola i loro diritti e va a parlamentare, mentre Jimmy non fa che ripetere quanto Stark avesse avuto ragione su tutto.
Durante le trattative, Jimmy ha uno strano scambio telepatico con Psylocke che lo avverte che tutto sta per avere inizio, e non solo: gli confida che fino a quel momento lui è stato quello che le è più piaciuto manipolare e che sembra conoscere il Progetto Mothervine.
Sul finire dell'incontro tra i due, un cecchino americano spara a Kitty e il generale Ross cerca di farle scudo, venendo colpito di striscio; Kitty ovviamente grazie ai suoi poteri è incolume ma è scioccata e rivela al generale che gli scontri, le lotte non finiranno mai, se i mutanti non avranno un posto da poter chiamare casa.
Nonostante tutto quello che è accaduto Kitty decide di agire e così fa Jimmy: facendosi coadiuvare da Psylocke, non sapendo che nello stesso tempo lo faceva anche con Nomi, il mutante va da Mach 2 in persona e dopo un breve scambio, in cui la ragazza si prende una piccola rivincita morale, arrivano all'intesa: i "Ribelli" tornano all'accampamento principale e vengono riaccolti.
Kitty tiene un discorso in cui sostiene gli ideali di Utopia, e se verranno attaccati si difenderanno, ma lo faranno senza che ci siano vittime perché la cosa più importante è mostrare di non essere una minaccia e che anzi i loro diritti devono essere garantiti e rispettati. La stessa Jean Grey capisce l'importanza, per la sua causa, che Utopia resti indipendente così decide di restare e collaborare.
Jimmy organizza la difesa con un metodo e precisione e lo stesso fanno nel campo nemico. La tensione è palpabile, tutti hanno un gran desiderio di passare all'azione, forse anche troppo.
Il drone americano per il rilevamento termico viene reso innocuo dalla stessa "foresta mutante" di Utopia che altera i valori della riserva. Gli scontri hanno inizio tra i soldati e i mutanti e dopo le prime schermaglie l'insediamento viene dato alle fiamme da una granata.
Ma la vera battaglia non è tra le due fazioni in gioco ben sì tra le due telepati di livello omega che si nascondono nella comunità mutante ovvero Psylocke e Jean Grey. Jean infatti scopre come l'avversaria stia manipolando le menti di entrambi gli eserciti per portare Utopia e i mutanti al disastro, e questo fin dal primo giorno, dalla stessa fondazione della comunità. Jean capisce che lei non è la Psylocke che ha conosciuto in passato e la affronta per tutto quello che le è caro. Alla fine riesce ad avere la meglio su di lei grazie all'intervento di Farbird, un mutante dotato di armatura che aveva monitorato Utopia da quando Jean se ne era interessata e che l'aveva seguita nel suo viaggio fino a li.
Jean le sonda la mente ma ciò che percepisce è solo Mothervine. Con i suoi ultimi spasimi, la finta Psylocke rivela a Jean che era li a Utopia per presiedere all'estinzione dei mutanti ma la sua morte non fermerà niente: perché vede in Jean Grey, Signora di Tian, la prosecutrice ideale della sua missione.
Estintosi il blocco psichico della telepate lo stesso Jimmy perde la sua veemenza e capisce che non possono reggere un'altra guerra. L'assalto americano è però prontamente bloccato dall'intervento di Rogue che spinge la foresta mutante, con cui è entrata in particolare sintonia, ad attaccare i soldati. Gli americani anch'essi ora privi delle istigazioni psichiche si ritirano per ordine del generale Ross che ha compreso di non poter vincere e che, nonostante gli ordini ricevuti, se a Washington vorranno ancora applicare la risoluzione 334 dovranno farlo per altri mezzi.
Dopo un ultimo scambio piuttosto acceso sui rapporti umano-mutanti tra i due, la battaglia è davvero conclusa: anche i conflitti interni, gli antichi dissapori, ora che la questione "Psylocke" è stata rivelata e compresa, vengono risolti e appianati. Un clima di rasserenamento prende piede data la riacquistata fiducia come comunità.
L'ultimo problema viene presto risolto: Kitty fa gettare la maschera a Jean Grey dicendole che grazie alla foresta aveva sempre saputo chi fosse e che no, non erano interessati ad unirsi a Tian, per formare un grande impero mutante. Kitty proclama che Utopia non si piegherà e la invita a tornare a casa. Furente Jean da sfoggio del suo potere ma non può fare altro che dare ascolto alla ex-compagna X-Men: i suoi piani d'altro canto hanno già preso il via dalla fine dello scontro tra Utopia e gli U.S.A., rinviando Farbird a Tian ad attivare un segreto e misterioso progetto "Supersonico".
Jimmy da quest'ultimo avvicendamento con Jean Grey, dal modo con cui Kitty ha risolto la situazione, capisce che non tutte le battaglie si vincono combattendo: che "Utopia ha imparato a vincere senza dover sempre combattere".

### Guerra Mondiale X
Dopo il fallito tentativo di nazionalizzazione da parte degli U.S., Utopia non ha fatto altro che prosperare. Reso nuovamente legale l'accordo fatto con Capitan America e restituiti tutti i diritti e le proprietà confiscate, i mutanti hanno ricevuto ulteriore terreno, reso fertile dal seme "senziente" e abitabile per centinaia di individui. I rapporti con la popolazione vicina sono migliorati e tramite il supporto delle Stark Industries il seme viene trasportato nei paesi del terzo mondo e in quelli che sono stati oggetto di calamità.
Di fronte a tutto questo "benessere" Jimmy si sente a disagio. Abituatosi ormai a combattere e a difendersi non riesce ad adattarsi e così, nonostante auguri ogni bene a Kitty e alla sua visione, lascia Utopia.
Dopo il suo abbandono, Utopia subisce un attacco batteriologico che mette in ginocchio il seme. Grazie all'intervento di Mach Due viene catturato il colpevole, Farbird, un agente di Tian. Comprese le intenzioni bellicose di Jean Grey, Kitty ordina a tutti di rifugiarsi nell'altopiano di Utopia come prima misura di sicurezza.
Jimmy nel frattempo è giunto proprio a Tian, ricongiungendosi con la sua ex-compagna di squadra e osservando con i propri occhi l'incredibile condizione della "Nazione mutante sospesa"
Non passa molto tempo dal primo attacco che i "Volanti" del progetto Supersonico, ovvero un esercito sviluppato dai predecessori di Jean e da lei attivato, giungono ad Utopia, scatenando uno scontro con le forze locali. I Volanti sono droni molto avanzati con un'intelligenza funzionale, benché privi di coscienza, e attraverso di loro Jean comunica agli Utopiani di arrendersi e diventare un unico popolo.
Kitty di fronte a questo ennesimo atto violento nei loro confronti decide di reagire severamente, confermando la volontà indipendentista di Utopia e ordinando a Tempesta di fulminare tutti i Volanti rimasti. Dopo tale gesto Jean, che dal suo punto di vista voleva solo che i mutanti emigrassero a Tian per essere più uniti, decide di reagire ulteriormente. Dopo aver chiesto informazioni a Jimmy sulle condizioni politiche di Utopia, Jean compie un proclama a livello globale in cui dichiara uno scoppio delle ostilità tra le due nazioni mutanti, screditando la posizione di Utopia e favorendo l'immagine di Tian, invitando il mondo a non prendere una posizione nel conflitto, per la loro stessa sicurezza.
Jimmy, nonostante decida di rimanere al fianco di Jean Grey, è estremamente arrabbiato con la donna, per aver praticamente fatto leva sulla paura degli umani nei confronti dei mutanti per screditare Kitty e dare inizio ad una nuova guerra. Jean gli risponde che il suo piano funzionerà: una guerra mutante che metterà fine a tutte le guerre mutanti.
Ad Utopia, Kitty appronta le difese: chiede a Magma di sfruttare i suoi poteri geotermici per erigere dei rifugi sotterranei riconfigurando la struttura sotterranea dell'intera zona (provocando la formazione di una nuova montagna e di una sorgente di acqua calda, la più grande d'America), e a Colosso (da poco giunto presso Utopia con il suo compagno umano Aleks) di diventare pro tempore il nuovo leader dei mutanti. Ma la giovane mutante pensa anche alla offensiva: infatti Tempesta provoca un tifone nell'area di Tian tendendola sotto assedio.
Jean a quel punto decide di ucciderla, trovando l'opposizione di Jimmy che è assolutamente contrario. Tutto quello che Jean aveva fatto contro Utopia fino a quel momento può in parte essere compreso o giustificato ma la volontà di uccidere deliberatamente Kitty non lo condivide affatto. Quando Jean cerca di dirgli che è stata Kitty ad alzare la posta in gioco, lui le replica furioso, sfoderando gli artigli, che tutto quello che lei aveva fatto da quando era andata sotto copertura ad Utopia era stato un attacco preventivo.
Jean allora lo mette di fronte ad una scelta: o stare con Tian, divenendo così un membro di un movimento per i diritti dei mutanti, oppure con Utopia e la sua politica pacifista, in cui la sua funzione sarebbe stata ininfluente. Se deciderà di restare dovrà sostenere ogni sua decisione. Jimmy decide di non piegarsi e viene imprigionato in una cella isolata.
Dopo trenta ore di prigionia Jean va a fargli visita: gli spiega che la situazione è cambiata a causa della salita al potere di Colosso. Dovendo trovare un modo per screditare anche la sua posizione come aveva fatto con Kitty in precedenza, Jean decide di manipolare Jimmy per spingerlo ad attaccare la comunità di Tian e farlo passare per un terrorista di Utopia. Il ragazzo cerca di farla ragionare ma non può opporsi ai suoi poteri telepatici e così si scatena. Al contempo Jean ordina a Farbird di eliminare Tempesta e sbloccare così l'assedio climatico a cui sta sottoponendo l'intera Tian.
Dopo una dura caccia all'uomo, Jimmy viene infine abbattuto dai Tianiani mentre Farbird fallisce la sua missione morendo. Addolorata per quella perdita Jean, vedendosi portare al suo cospetto il corpo inerme di Jimmy, decide di ucciderlo, venendo fermata dai suoi due più stretti collaboratori, e anch'essi ex-compagni di squadra, Drek Morgan e Liz Allen.
Vedendosi così osteggiata Jean fa divampare il suo potere travolgendo i suoi stessi compagni. Proprio in quel momento fanno la loro comparsa a Tian Kitty Pryde e Megan, una teleporta soprannominata Pixie, con l'intenzione di porre fine a quella guerra una volta per tutte.
Tra le due leader inizia uno scontro in cui vengono sferrati non solo colpi fisici ma anche ideologici: Kitty è arrivata infatti alla conclusione che Jean ha ragione, i mutanti dovrebbero essere tutti uniti. Ma non come la Signora di Tian vorrebbe, ovvero come suoi sudditi.
Con una mossa a sorpresa Kitty riesce a stendere Jean e a riunirsi con un dolorante ma vivo Jimmy che le chiede se ha in mente un qualche piano. Jean Grey li coglie entrambi di sorpresa, facendo loro perdere i sensi con un colpo telepatico. Jean pensa di aver vinto e contatta Derek e Liz per parlare con loro, ma i due mutanti non sono più a Tian. Proprio in quel momento Pixie compare dietro di Jean, intenta a portare in salvo Jimmy e Kitty. La ragazza le spiega che, mentre la rossa mutante era impegnata a combattere, ha teleportato l'intera popolazione tianiana ad Utopia per poterli salvare dalla catastrofe imminente.
Infatti nei giorni passati, grazie al supporto di Magma che ha messo a disposizione una grande quantità di metalli, Mach Due e Shola, combinando i loro poteri magnetici e telecinetici, hanno sviluppato una nuova arma, che avrebbe raso al suolo l'intera Tian. Prima di partire, Kitty aveva detto a Colosso che se non fosse tornata entro due ore, avrebbe dovuto dare l'ordine di attaccare. E il tempo è ormai scaduto
Jean osservando il cielo vede i proiettili di Utopia venire verso di lei. Nel giro di poco Tian viene ridotta ad un cumulo di macerie, precipitando infine in mare; Jean Grey trova la salvezza solo grazie a Tempesta che la salva all'ultimo momento. La guerra è conclusa e Jimmy ritorna ad essere un componente della comunità di Utopia come prima.

## Ultimate Comics: Wolverine
Mentre il campo base di Utopia sta prendendo forma, Jimmy Hudson si mette a riascoltare le ultime parole che "suo padre", Wolverine, gli ha lasciato all'interno di un dispositivo olografico. Mentre lo fa, un mutante tecnopate della riserva, Garab Bashur alias Black Box, percepisce un segnale provenire dal dispositivo. Grazie al ragazzo, Jimmy scopre che l'oggetto nasconde un segreto, ovvero una mappa del globo con numerosi bersagli e dossier, e una misterioso frase "Mamma sta richiamando i suoi figli a casa". Secondo Black Box sembra che si sia attivata in seguito a qualcosa, uno stimolo esterno.
Jimmy vuole scoprirne di più e dopo essersi consultato con Kitty si allontana in gran segreto dalla riserva, con il giovane Garab al seguito.
A Parigi nel frattempo Pietro Lehnsherr interviene contro un agente informatico che era sul punto di eliminare tutti i file di un progetto segreto denominato Mothervine, in seguito ad una chiamata che lo definiva come compromesso.
Circa vent'anni prima, Wolverine lavorava per lo S.H.I.E.L.D. con una sua squadra di agenti per ottenere i risultati di un certo progetto sviluppato da un'organizzazione denominata H.E.L.L (Human Engineering Life Laboratories) che aveva come obbiettivo la formazione armi biologiche e di esperimenti sul genoma, un progetto denominato Mothervine. Ne avevano visto un esempio in occasione di un attentato ad un politico in Missouri. Sulle sue tracce si era messa pure una agente freelance estremamente pericolosa, Magda Lehnsherr denominata "La Strega", che lavorava per un altro gruppo interessato.
I due prendono d'assalto contemporaneamente uno dei laboratori della H.E.L.L. posta sotto una clinica della fertilità del Connecticut, bloccati i tentativi degli scienziati di cancellare i dati delle ricerche e scaricati tutti i dati relativi alle stesse, i due decidono di imbastire una tregua, dato che in fondo erano "vecchie conoscenze".
Durante un "interrogatorio" presso un motel di Grant Park, i due vengono a patti, dato che entrambi i loro datori di lavoro volevano la distruzione del progetto, Logan la lascia andare, sapendo di non averle lasciato niente in mano.
Nel presente Jimmy e Black Box raggiungono la Florida, uno dei luoghi contrassegnati dalla mappa olografica e dopo una beve sosta per osservare da lontano come procede la vita dei genitori adottivi di Jimmy, i coniugi Hudson, puntano ad un'infiltrazione notturna presso il loro bersaglio: una clinica della fertilità di Miami. Qui i due scoprono un laboratorio sotterraneo e nonostante la tecnologia e i mezzi "antichi" del luogo, riescono a capire di più al riguardo agli esperimenti che si conducevano laggiù: scoprono che il progetto Mothervine aveva il fine di trasformare la mutazione che caratterizza quelli come loro in un'arma che si potesse attivare per comando.
La ricerca viene interrotta da un gruppo di mercenari guidati da un uomo ossessionato da Wolverine, Kyle Gibney, altrimenti chiamato Wildchild, il cui incarico è quello di eliminare tutto ciò che a che fare con i progetti della H.E.L.L. in seguito alla compromissione del progetto (il motivo che ha fatto scattare il segnale del dispositivo di Jimmy). I due giovani mutanti hanno la peggio con Black box svenuto e Jimmy ferito allo stomaco al suolo, ma a tirarli fuori dai guai giunge Quicksilver che con una feroce brutalità scuoia a super velocità i mercenari e torce il collo a Wildchild.
Il velocista ex-membro degli Ultimates invita poi Jimmy a rialzarsi, chiamandolo fratello.
Il giorno dopo Pietro lo porta in un centro commerciale per spiegargli ogni cosa: lui e Jimmy sono fratellastri per parte di madre, e che il progetto Mothervine consisteva in pratica nell'iniettare a centinaia di madri incinte un farmaco che avrebbe prodotto nei loro figli i geni della mutazione, una mutazione che poteva essere attivata tramite un comando vocale. Quicksilver vuole quel siero perché in tal modo pensa di poter salvare la razza mutante, di poter lavare il sangue che a causa degli aventi riguardanti le Nimrod ha ricoperto le sue mani.
E gli rivela che il segreto di quella formula si trova dentro di lui, nel suo sangue: infatti Magda, prima di lasciare il motel dove aveva passato la notte con Logan tanti anni prima in Connecticut, si era iniettata il farmaco per poi estrarre i dati una volta al sicuro, senza quindi che il mutante se ne accorgesse.
Jimmy però decide di non collaborare quando capisce la follia del fratello e di come quelle persone infette dal Mothervine non fossero altro che armi e non mutanti. Pietro a quel punto decide di stordirlo e di trascinarlo via, essendo prezioso per la sua causa.
Jimmy si risveglia tempo dopo in una delle celle della base di Pietro, e ritrova Black Box che lo informa che grazie ai suoi poteri possono aprire le celle e bloccare le telecamere di sorveglianza. Il giovane mutante non desidera altro che fermare il fratello, così organizzano un piano.
Alterano la trasmissione delle telecamere facendo credere a Quicksilver che stanno uscendo dalle celle. Il velocista accorre per fermarli ma dal pavimento spuntano gli artigli di Jimmy che lo feriscono alla gamba destra. Prima che Pietro potesse vedere le immagini, Jimmy e Garab erano già usciti e il primo si era nascosto sotto il pavimento a pannelli per tendergli una trappola.
Dopo un ultimo scontro verbale Pietro riprende l'attacco, ferendo Jimmy e stordendo Black Box. Inveendo contro l'ingiustizia che sembra avvolgerlo Pietro afferra il fratellastro e lo trascina ad alta velocità, talmente elevata da iniziare a scorticare la pelle del ragazzo, che reagisce, probabilmente inconsciamente, ricoprendo i propri denti di una strana sostanza, rendendoli aguzzi e resistenti, e poi mordendo lo spallaccio del fratello frantumandolo e bloccandolo sanguinante.
Vedendolo ferito Jimmy gli rammenta che è un bene che non sia come suo padre altrimenti è probabile che lo avrebbe ucciso. Pietro gli replica che ucciderlo segnerebbe il destino della razza mutante. A quel punto Jimmy afferma che la loro razza non può rinascere sulle vite di innocenti e che lui è l'ultima persona, dati i precedenti, che può salvare qualcuno.
In preda all'ira, Pietro lo riassale ma all'improvviso alcuni spari riecheggiano ed entrambi i fratelli si ritrovano riversi al suolo; Jimmy un istante prima di svenire vede Magda, la sua vera madre, cosa che lei stessa afferma.
Anni prima a Calcutta Wolverine ritrovò Magda dopo che essa aveva appena partorito un bambino, il suo, figlio di quella notte al motel di Grant Park in Connecticut. Scopre che il campione di Mothervine che era riuscito a sottrarre se lo era iniettato non sapendo ancora di essere incinta. Wolverine le dice che le cose non cambiano, che lei possiede ancora il segreto di Mothervine; lei gli fa notare però che sì, era vero che quel siero era molto di più di un produci-armi, ma che se lo volevano dovevano avere sia lei viva che il bambino.
La donna non se la sente di far passare anche al piccolo lo stesso destino dei suoi due primi figli Wanda e Pietro, presi da Magneto una volta che scoprì la natura di agente della donna, e così, conscia che loro due non sono adatti a crescere dei figli per via del lavoro che fanno, chiede a Logan di prendere il bambino e di affidarlo a qualcuno di sua fiducia, per dargli una possibilità. Il mutante è disorientato e non sa bene che fare ma alla fine acconsente. Così mentre Magda fa da esca alla squadra di Logan, lui diserta. Tempo dopo si ritrova a Port St. Lucie in Florida per chiedere agli Hudson se potessero prendersi cura del piccolo. Il suo desiderio è che una volta cresciuto sia una brava persona, e per far sì che questo si realizzi c'è bisogno di una brava famiglia, come la loro.
Nel presente, dopo lo scontro con Quicksilver, Jimmy e Black Box tornano alla riserva. Il tecnopate gli dice di avere in memoria tutte le informazioni riguardo Mothervine, le uniche rimaste dopo l'azzeramento dei files. Jimmy non se mostra interessato, neppure al saperne di più dei suoi veri genitori dato che quelli che lo hanno cresciuto e allevato vivono in Florida. Essi, anche se non erano probabilmente coscienti di cosa sarebbe diventato, lo hanno preparato, lo hanno reso ciò che è adesso.
E alla domanda di Garab su chi fosse adesso, lui gli risponde "Wolverine", sorreggendo una divisa gialla e nera.
Nel frattempo in un luogo segreto, Pietro Lehnsherr si risveglia medicato e in via di guarigione; riceve inoltre la visita di una donna misteriosa, che lo mette in allarme, e che dice di aver bisogno del suo aiuto.

## Poteri e abilità
Jimmy possiede poteri mutanti simili a quelli di suo padre: un fattore di guarigione accelerato e tre artigli ossei per mano.
Di differente possiede la capacità, come mutazione secondaria probabilmente, di secernere metallo organico con cui ricoprire gli artigli e il fatto che il suo fattore di guarigione non ha la medesima velocità di quella del genitore, probabilmente perché ancora molto giovane.
Al contrario di suo padre non possiede nessuna esperienza tattica o di addestramento come agente o soldato, adoperando per di più una semplice e rozza "lotta da strada" le volte in cui è coinvolto in uno scontro. Con il passare del tempo però, e le esperienze che ha vissuto durante la liberazione degli Stati del Sud-Ovest, ha acquisito una certa dimestichezza nei modi e nell'agire, soprattutto quando si tratta di difendere il proprio gruppo.
Si è scoperto che nel suo sangue è custodito il segreto del Progetto Mothervine, un particolare siero che venne sviluppato in passato da una delle organizzazioni a cui Wolverine diede la caccia quando era un agente segreto. La cosa particolare è che nel suo sangue non "scorre" il semplice siero, ma il Dna chimerico da cui esso fu derivato. Esso gli dà capacità imprevedibili ed indefinite, non ancora esplicate appieno. Basti pensare che in uno scontro con Quicksilver, è stato in grado di ricoprire i suoi denti con una sostanza rendendoli aguzzi e estremamente resistenti, tanto da spaccare lo spalliere del velocista con un morso.

## Carattere
Jimmy è un ragazzo dal carattere spiccio e impulsivo, scanzonato e avventato. Quando si trova sbalzato nel mondo dei mutanti e dei metaumani conserva queste caratteristiche e ciò gli ha procurato dei problemi: esemplari l'aggressione subita Sabertooth quando faceva ancora parte di Ultimate X e l'abbandono della squadra stessa, una volta che viene rivelata l'origine artificiale del gene X, per mettersi da solo alla ricerca di risposte sulle sperimentazioni che avevano avuto inizio con suo padre Wolverine, finendo nelle mani dei Purificatori di Stryker.
Con il tempo, l'esperienza sul campo e la condivisione del destino di decine di altri mutanti sviluppa un senso di responsabilità e di prontezza di spirito, che lo porterà a seguire Kitty Pryde nella sua missione per la salvezza della razza mutante, anche se non sempre ne condividerà i modi e i metodi, almeno all'inizio. Jimmy, benché avventato, è un ragazzo generoso e di buon cuore, resistente e infaticabile, pronto a tutto per proteggere i suoi cari e i propri compagni.

## Famiglia e Relazioni
- James e Heater Hudson: i genitori adottivi di Jimmy. Nonostante abbia scoperto le sue origini, l'amore filiale nei loro confronti non è cambiato e li ritiene tuttora i suoi unici genitori.
- Wolverine: il padre biologico. Non lo ha mai conosciuto personalmente e l'unica cosa che ha di lui, oltre ad una scatola di ricordi, è un proiettore olografico su cui è registrato l'ultimo messaggio del mutante per lui. Jimmy prova una grande ammirazione nei suoi confronti anche se fa fatica alle volte a chiamarlo padre. Di tanto in tanto riascolta il suo messaggio e di sicuro sapere che "non ho mai rimpianto un secondo di averti dato la vita[6]" lo rincuora.
- Magda Lehnsherr: la madre biologica. Al contrario del padre, ha potuto vederla per un secondo prima di svenire, ma di lei non sa assolutamente niente se non che fosse una spia e non è particolarmente curioso di approfondire la questione.
- Quicksilver: fratellastro per parte di madre. Con Pietro ha un rapporto inizialmente ambiguo e sospetto che degenera subito quando viene a scoprire i piani folli che il velocista ha in mente per "salvare" la razza mutante
- Kitty Pryde: ex-studentessa presso la Xavier School, è la ragazza che gli ha rivelato le sue origini e quella che poi lo ha accolto nel suo gruppo segreto sotto New York agli albori dei conflitti tra mutanti e mutantofobi. Da quel momento in poi sarà sempre al suo fianco per sorreggerla, aiutarla e proteggerla e, qualora fosse necessario, per offrirle anche un altro punto di vista riguardo alle decisioni da intraprendere. Jimmy ne è innamorato forse dalla prima volta in cui si sono incontrati e, nonostante punti di vista differenti, per lei farebbe qualsiasi cosa.
- Jean Grey: ex-studentessa presso la Xavier School, è la donna con cui Jimmy entra in contatto dopo aver lasciato la sua casa in cerca di risposte. Con lei, Jimmy ha un rapporto di pura collaborazione in quanto all'epoca del loro primo incontro entrambi avevano deciso di prendere parte alla Task Force di Fury, Ultimate X; Jimmy decise poi di abbandonarla per scoprire di più sull'origine dei mutanti stessi. Palese è il fascino che il ragazzo subisce da parte della donna. In seguito il loro rapporto sembra rinsaldarsi quando Jimmy si trasferisce a Tian ma con lo scoppio del conflitto con Utopia degenera inesorabilmente.
- Sabertooth: antico nemico di Wolverine, che dopo la morte dello stesso decide di prendersela con il suo erede. Al loro primo incontro Saber lo ricopre di ferite lasciandolo in un lago di sangue fuori da un supermarket. In quell'occasione Jimmy sfoderò per la prima volta gli artigli per uno scontro "vero", ferendo il suo aggressore sfregiandolo al volto.